# Rellotge de polsera

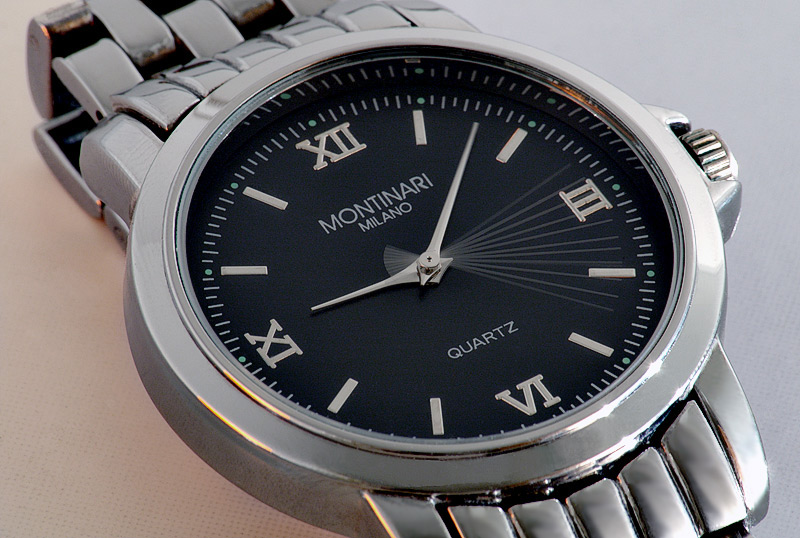
Un rellotge de canell.

Un rellotge de polsera (també anomenat rellotge de braçalet) és un rellotge que es porta al canell per mitjà d'una corretja de pell, de goma o de metall.
En un principi, els rellotges de polsera eren poc populars per als homes, que preferien els rellotges de butxaca i desdenyaven els de polsera perquè els creien semblants a una joia per dama.

## Història

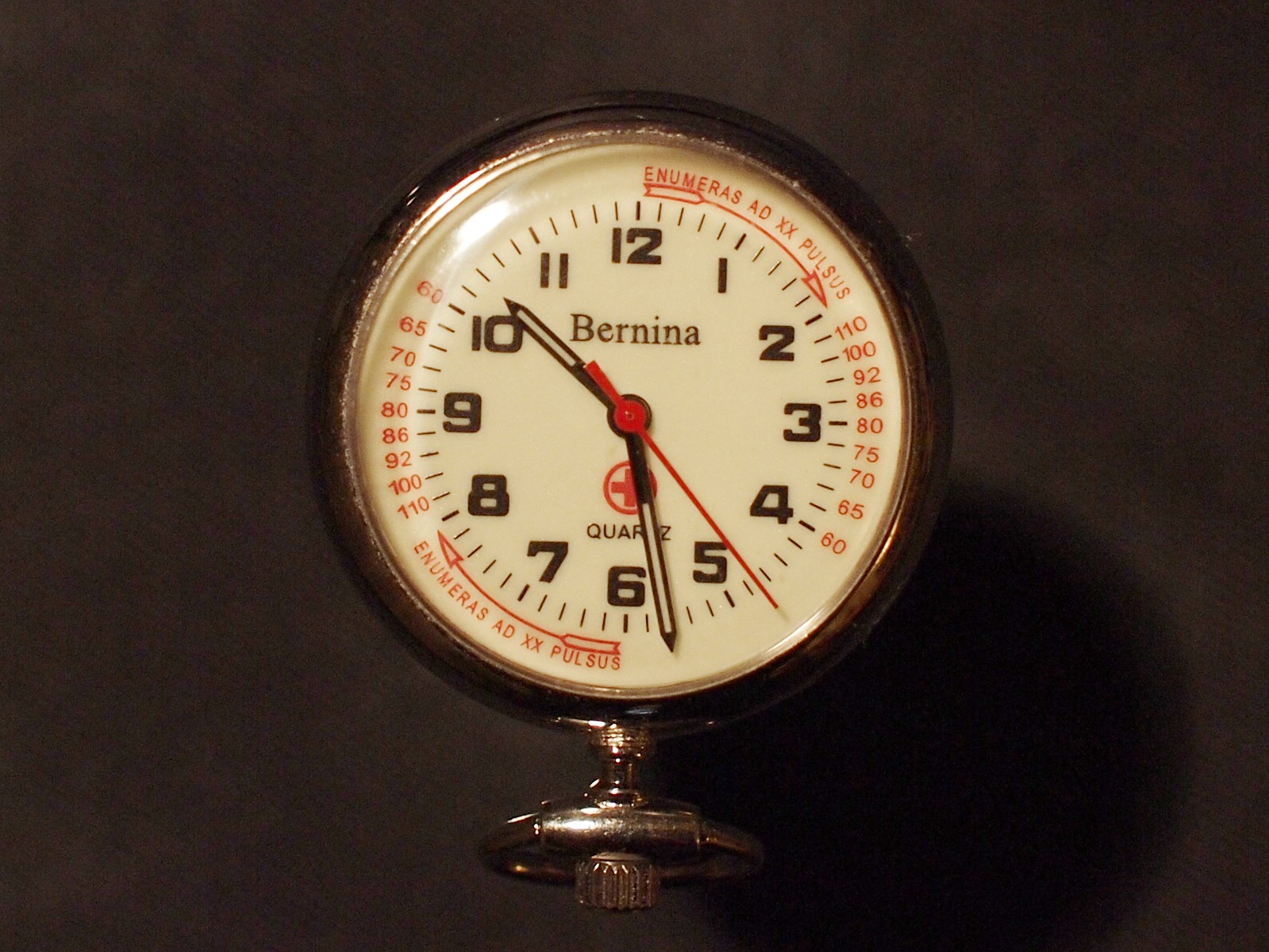
Rellotge d'infermera: corona a les 6

Els primers rellotges de polsera es van fabricar a finals del segle xix, per a un ús militar. Girard-Perregaux va produir una sèrie de rellotges de pols per a la Marina alemanya el 1880. El pioner de l'aviació brasilera Alberto Santos Dumont va fer realitzat pel rellotger parisenc Louis Cartier, amic seu, un rellotge per als pilots que es portava a la polsera.
Els pilots de la Primera Guerra Mundial havien descobert que els seus rellotges de butxaca, resultaven poc pràctics, especialment en condicions de combat, així que fixaven un rellotge de butxaca normal sobre un suport, amb unes corretges que permetien lligar-lo, inicialment a la cuixa, i podien saber l'hora sense deixar anar els comandaments de l'avió. Abans s'havien de treure el rellotge de la butxaca i no era pràctic. Alguns van provar de posar-lo al panell d'instruments, però les vibracions el desmuntaven. El rellotge de polsera va triomfar ràpidament a l'entorn militar i, finalment, a la societat civil, i es va convertir en l'estàndard al final de la guerra.
Després de la guerra, les infermeres varen veure que es podien fixar al canell, el rellotge que duien fins llavors penjat al coll amb una cadeneta o cordó, que solia ser una mica més petit que el de butxaca estàndard, (costa imaginar un rellotge estàndard de butxaca de 4,8cm de diàmetre i 1,5cm de gruix lligat al canell). De fet els rellotges, dits d'infermera, són més petits que els de butxaca i tenen la corona "a les 6" (vegeu la imatge), ja que així el veuen del dret quan l'agafen amb la mà.
El primer rellotge automàtic (rellotge de polsera amb volant giratori) va ser creat el 1923 per John Harwood. Sembla que Harwood no sabia que Abraham-Louis Perrelet havia construït un rellotge de butxaca amb volant giratori ja el 1770, i poc després Hubert Sarton. Més tard, Rolex va construir un rellotge automàtic i el va patentar. Un rellotge automàtic aprofita l'energia dels moviments del braç de l'usuari per donar corda
Eel 1967 el Centre Electronique Horloger (CEH) de Neuchâtel, Suïssa, va presentar el primer rellotge electrònic amb un quars en miniatura com a element del rellotge, i va ser certificat l'agost de 1967 com a cronòmetre a l'Observatori de Neuchâtel (IEEE milestone).
Fins a l'aparició dels rellotges de quars, els europeus i americans, en particular els suïssos portaven la davantera en la construcció de rellotges de polsera, però des d'aleshores, els japonesos són els que han portat la davantera en aquest mercat.

## Característiques
Un rellotge de polsera pot ser d'algun dels següents tipus: analògic, que té només manetes, digital, que té només números per llegir a la pantalla o mixt, que té manetes i números en pantalla.
Pot tenir una o diverses de les següents característiques:
- il·luminació:
  - Mitjançant botó.
  - Il·luminat. Activant aquesta funció la llum s'encén automàticament al posar una muñena per mirar l'hora. Aquesta funció es desactiva després d'una hora per estalviar piles.
- Hora a 12/24h.
- Diverses hores diferents. Poden ser de diferents països, per exemple:
  - Data
  - Diverses alarmes o despertador.
- Sincronització per ràdio amb un rellotge atòmic.
  - Possibilitat activar l'alarma segons la data.
- Cronòmetre.
  - Possibilitat de començament retardat. Pot esperar 5 segons abans de començar a cronometrar.
  - Avís sonor. Pot xiular en uns temps determinat 10 ", 30", etc. També en els últims 3 "abans de començar a cronometrar.
- Compte enrere:
  - Possibilitat de tornar a començar una vegada el compte enrere ha arribat al final.
  - Avís acústic uns segons abans d'arribar al final: 30 ", 10", 5 ", 3", 2 ".
- Resistent:
  - A l'aigua.
  - A cops.
- Reproductor de Mp3.
- Càmera de Fotos.
- Agenda.
- Altímetre.
- Baròmetre.
- Brúixola.
- GPS.
- Termòmetre.
- Calculadora.
- Comandament a distància.

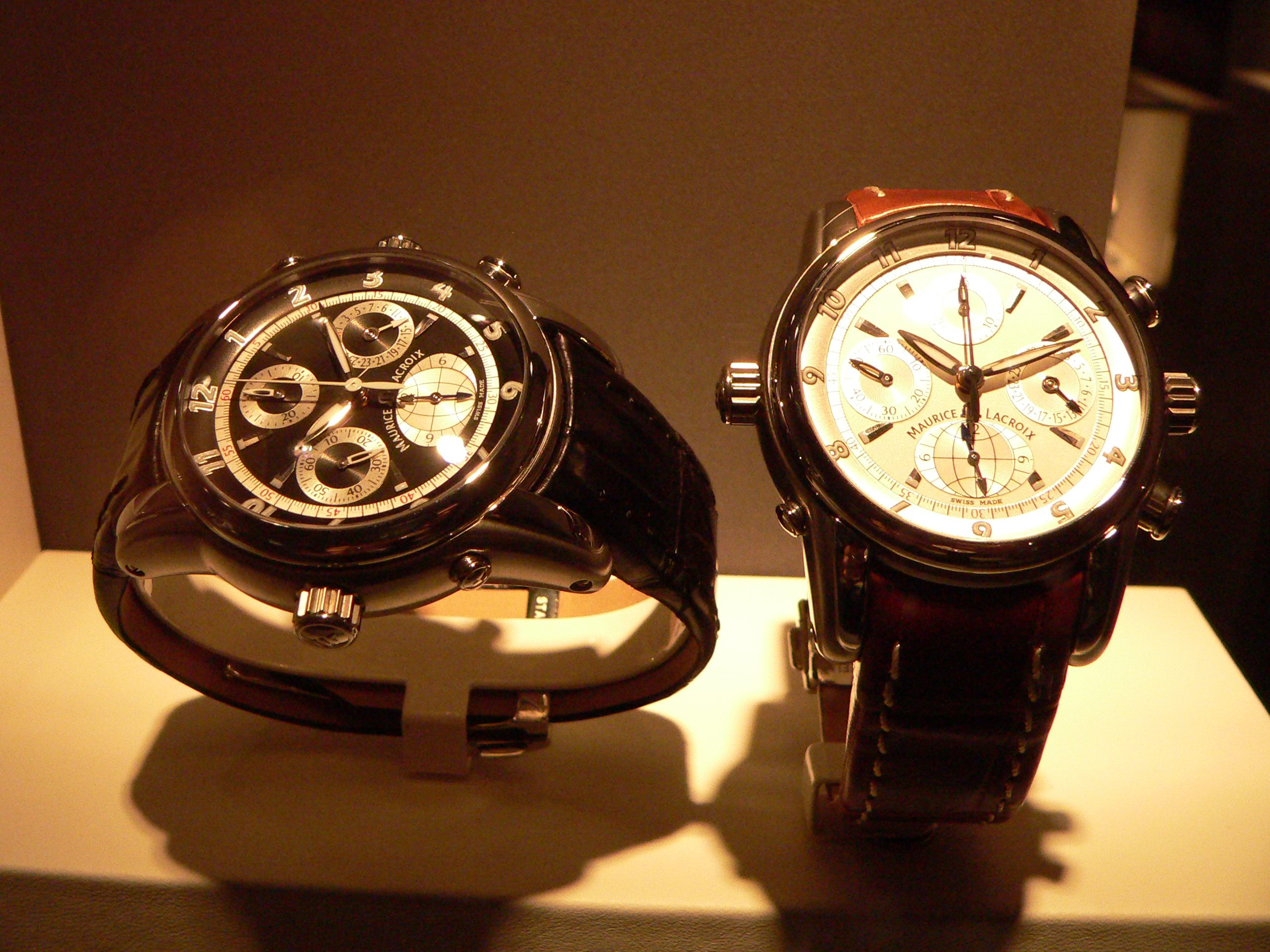
Rellotges Maurice Lacroix
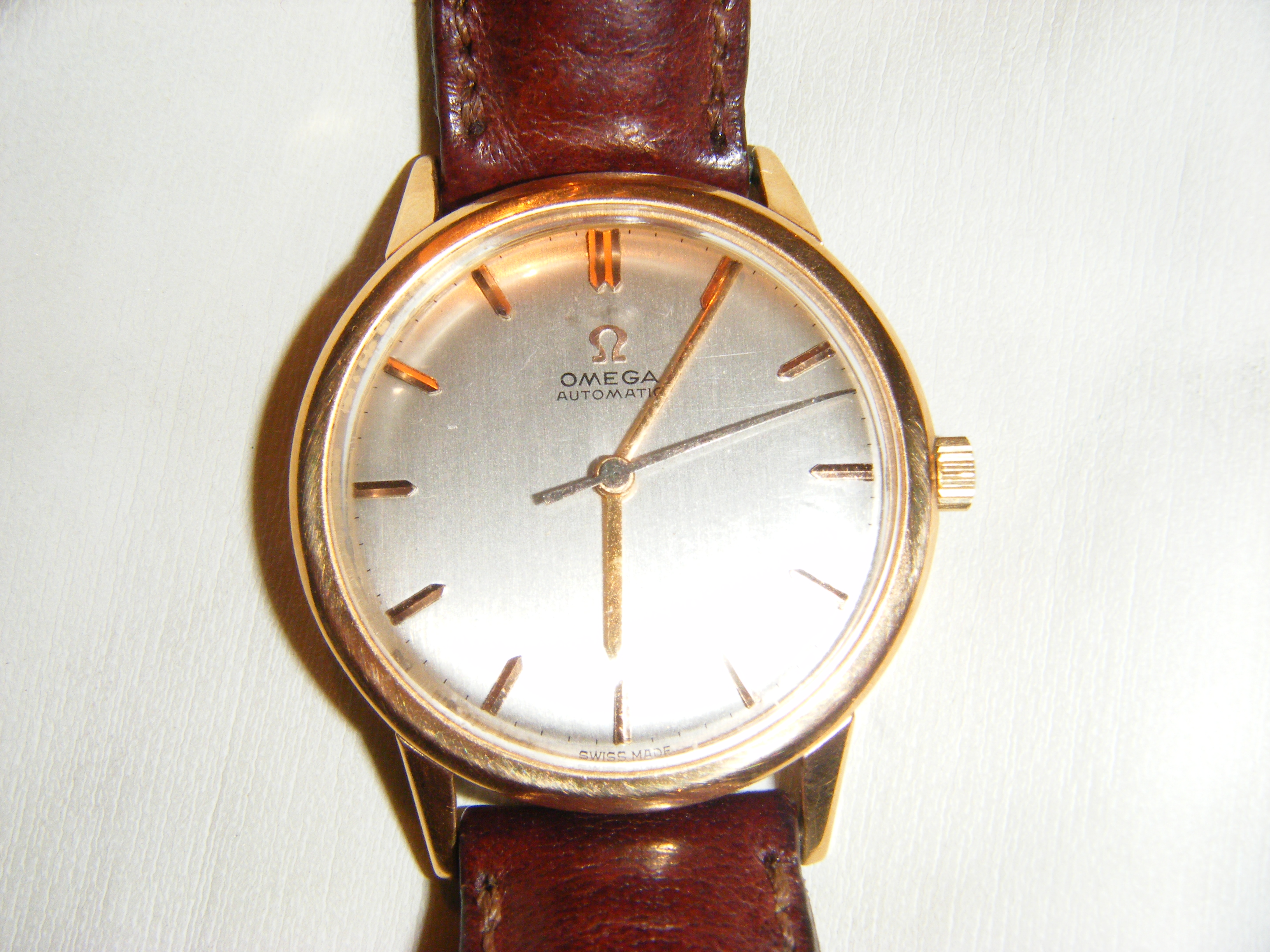
Rellotges Omega Seamaster dels seixanta, amb caixa d'or i càrrega automàtica
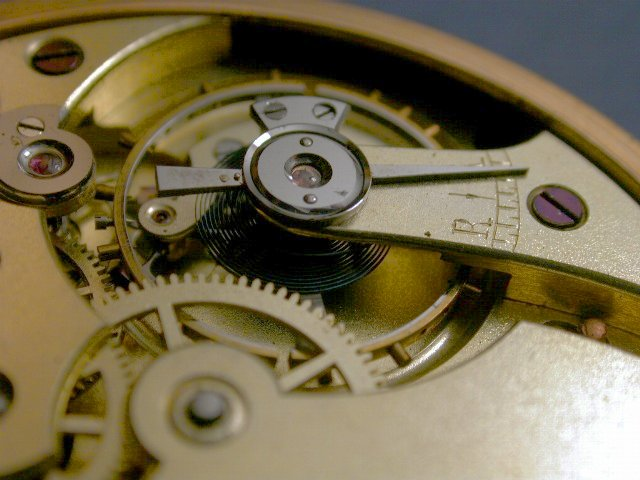
mecanisme basculant d'un rellotge de polsera mecànic
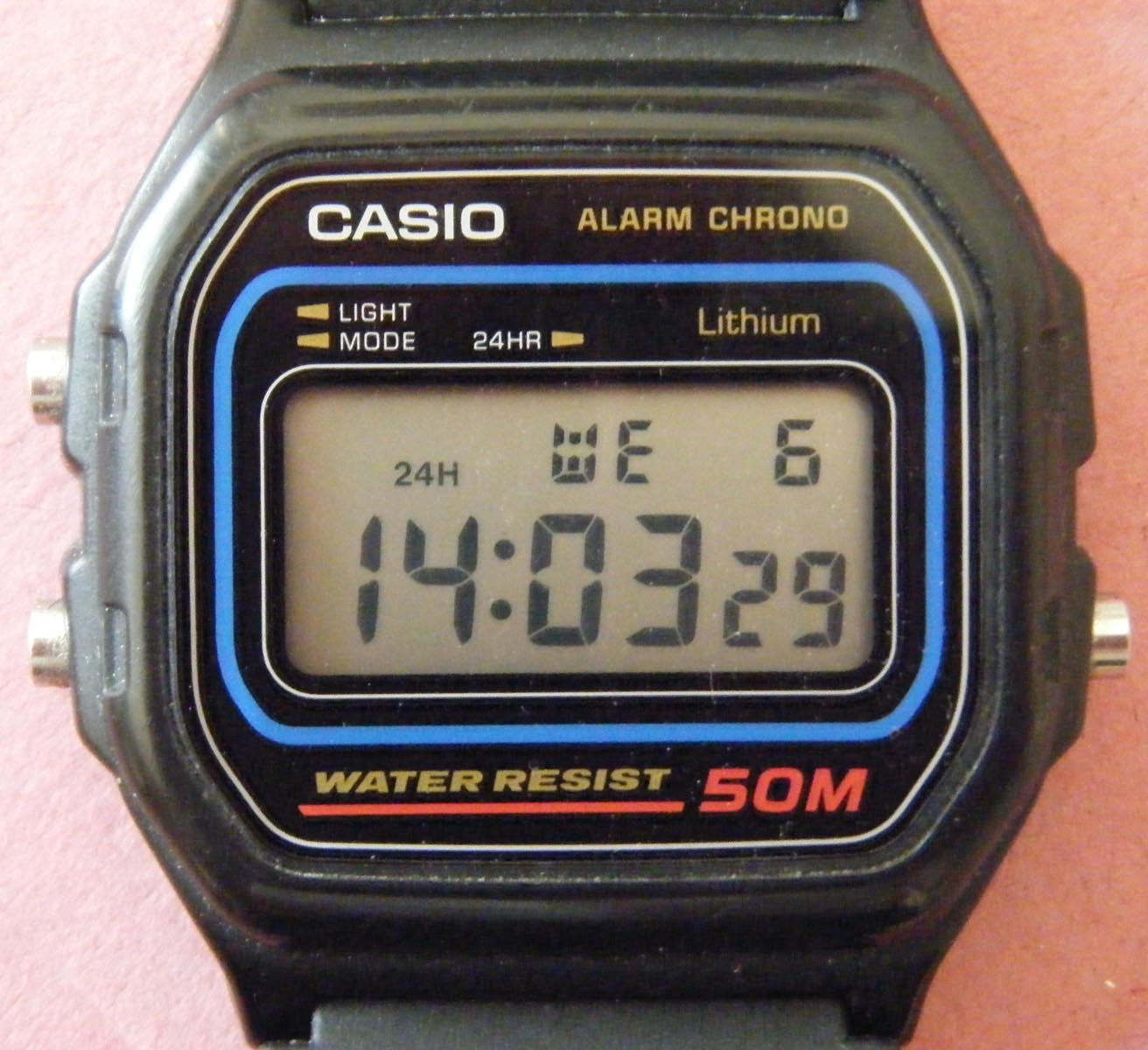
Modern rellotge de polsera Casiopantalla LCD